# 325436 Khlebov
325436 Khlebov è un asteroide della fascia principale. Scoperto nel 2009, presenta un'orbita caratterizzata da un semiasse maggiore pari a 3,1230540 UA e da un'eccentricità di 0,2291436, inclinata di 19,01496° rispetto all'eclittica.